# Yutaka Fukufuji
Yutaka Fukufuji (jap. 福藤 豊 Fukufuji Yutaka; * 17. September 1982 in Kushiro, Hokkaidō) ist ein japanischer Eishockeytorwart, der seit 2015 erneut bei den Nikkō Ice Bucks in der Asia League Ice Hockey unter Vertrag steht.

## Karriere
Yutaka Fukufuji gab in der Saison 2001/02 sein Debüt für den Kokudo Ice Hockey Club in der Japan Ice Hockey League und wurde mit seinem Team auf Anhieb japanischer Meister. Im Sommer 2002 wechselte er nach Nordamerika zu den Cincinnati Cyclones in die East Coast Hockey League. Für diese absolvierte er in der Saison 2002/03 neun Spiele, ehe er zur folgenden Spielzeit in seine Heimat zurückkehrte, wo er ebenfalls neun Mal für seinen Ex-Klub Kokudo in der neu gegründeten multinationalen Asia League Ice Hockey zwischen den Pfosten stand, in der er mit seiner Mannschaft Vizemeister wurde. Daneben gewann er mit seiner Mannschaft im selben Jahr auch erneut den japanischen Landesmeistertitel. Daraufhin wurde er im NHL Entry Draft 2004 in der achten Runde an Position 238 von den Los Angeles Kings ausgewählt und war damit der erste in Asien geborene und ausgebildete Spieler, der den Sprung in die amerikanische Profiliga schaffte. Kurzzeitig  galt Taro Tsujimoto als angeblich erster Japaner, der bereits im NHL Amateur Draft 1974 von den Buffalo Sabres gezogen wurde. Dies behauptete der frühere General Manager der Buffalo Sabres und erklärter Draft-Gegner Punch Imlach. Die Behauptung entpuppte sich jedoch als Scherz von Imlach. Ein solcher Spieler existierte nie. Er wurde für die Saison 2004/05 zum ECHL-Farmteam, den Bakersfield Condors, geschickt und übernahm dort die Position des Stammtorhüters. Mit 27 Siegen in 44 Spielen, sowie einem Gegentorschnitt von 2,48 und einer Fangquote von 91,9 Prozent konnte er durchaus überzeugen.

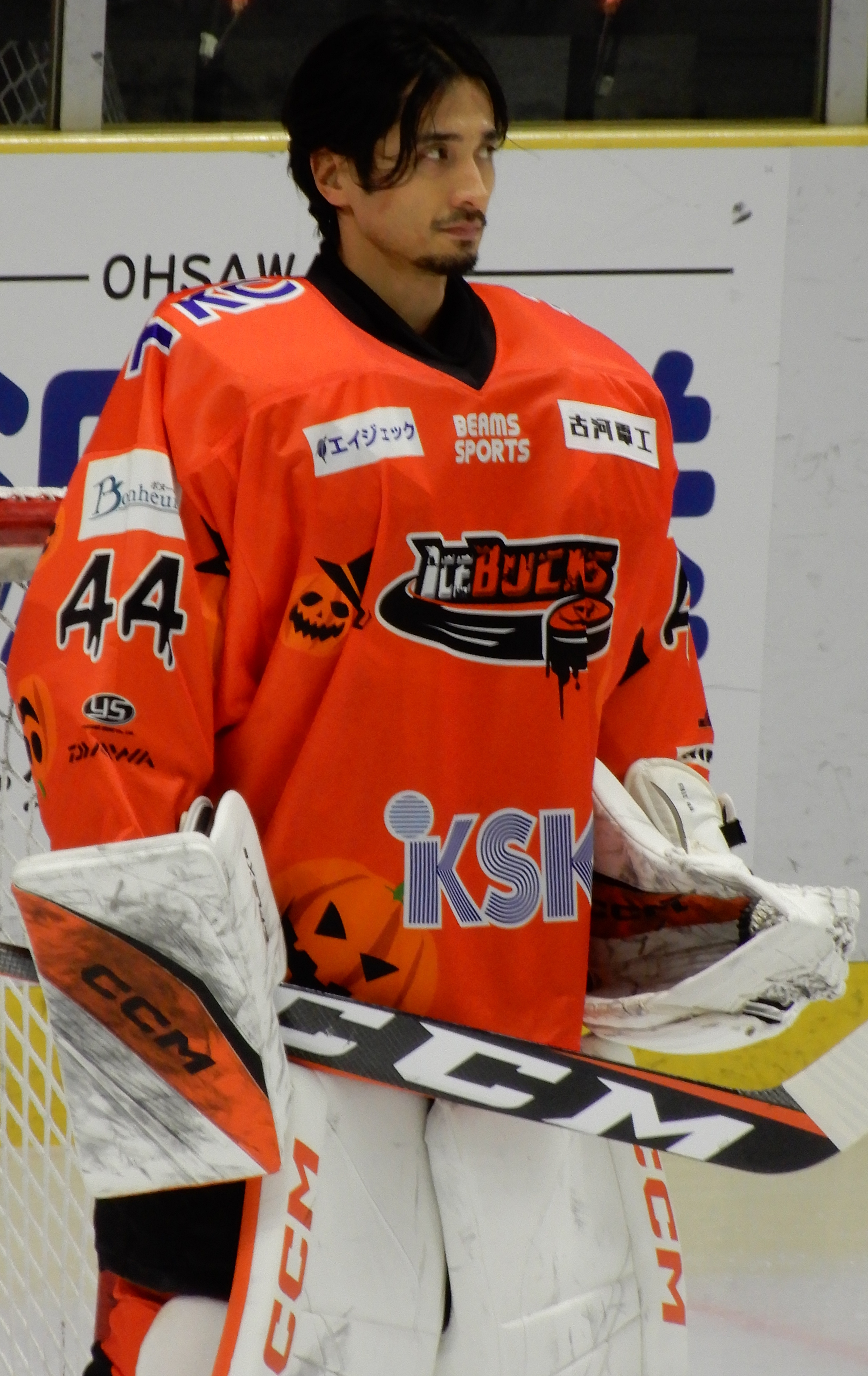
Fukufuji im Trikot der Ice Bucks (2023)

Im August 2005 erhielt er einen Einstiegsvertrag bei den Los Angeles Kings, wurde aber noch nicht in den NHL-Kader genommen. Für die Saison 2005/06 hatten die Kings mit den Reading Royals ein neues Farmteam in der ECHL, wo Fukufuji der Back-up-Goalie war. Für zwei Spiele wechselte er auch zum AHL-Farmteam der Kings, den Manchester Monarchs. In der Saison 2006/07 wurden die Los Angeles Kings vom Verletzungspech bei ihren Torhütern verfolgt. Die beiden Stammtorhüter Mathieu Garon und Dan Cloutier verletzten sich zur gleichen Zeit und Fukufuji wurde zum ersten Mal in den NHL-Kader der Kings berufen. Barry Brust von den Manchester Monarchs nahm Anfang Dezember 2006 den Posten als Stammtorhüter bei den Kings ein und Fukufuji rückte dafür in den Kader der Monarchs und wurde schließlich Mitte Dezember zum ersten Mal in die NHL geholt, weil er ein Spiel als Back-up-Goalie auf der Bank sitzen sollte. Danach wurde er zu den Long Beach Ice Dogs in die ECHL geschickt, ehe er wenige Tage später zu den Manchester Monarchs ins AHL-Farmteam wechselte. Schon im Januar 2007 wurde er zurück in den NHL-Kader beordert. Am 13. Januar 2007 wurde Fukufuji als erster Japaner in einem NHL-Spiel eingesetzt. Zu Beginn des dritten Drittel im Spiel gegen die St. Louis Blues wurde er beim Stand von 4-5 eingewechselt. Nach etwas mehr als sieben Minuten kassierte er das 4-6, die Kings kamen noch bis auf ein Tor heran, verloren aber am Ende mit 5-6. Fukufuji bekam nur fünf Schüsse aufs Tor und wehrte vier davon ab. Insgesamt stand Fukufuji in vier Spielen für die Kings auf dem Eis.
Nach dem Ende der Saison erhielt er jedoch von den Los Angeles Kings keinen neuen Vertrag und ging zurück in die ECHL, wo er weitere zwei Jahre regelmäßig für sein ehemaliges Team Bakersfield Condors auf dem Eis stand. Die Saison 2009/10 verbrachte der japanische Nationalspieler bei den Destil Trappers Tilburg in der niederländischen Eredivisie. Diese führte er als Stammtorwart zur Vizemeisterschaft. Für die Saison 2010/11 unterschrieb er einen Vertrag in seinem Heimatland bei den Nikkō Ice Bucks aus der Asia League Ice Hockey, wo er die nächsten vier Jahre. In den Spielzeiten 2011/12 und 2012/13 erreichte er jeweils die beste Fangquote aller Torhüter in der Asia League. Nach einem Abstecher zur Esbjerg Energy, mit der er 2015 dänischer Vizemeister wurde, kehrte er zu den Ice Bucks zurück.

### International
Für Japan nahm Fukufuji im Juniorenbereich an der U18-Junioren-B-Weltmeisterschaft 2000 sowie der U20-Junioren-C-Weltmeisterschaft 2000 und den U20-Weltmeisterschaften der Division II 2001 und 2002 teil. Im Seniorenbereich stand er im Aufgebot seines Landes bei den Weltmeisterschaften der Top-Division 2001, 2002 und 2004 sowie den Weltmeisterschaften der Division I 2010, 2013, 2014, 2015, 2016, 2017, 2018, 2022, als er jedoch nicht zum Einsatz kam, und 2023. 2010, 2014 und 2017 wurde er jeweils zum besten Torwart des Turniers gekürt, 2014 auch zum besten Spieler seiner Mannschaft, die nur knapp den Aufstieg in die Top-Division verpasste, gewählt. Zudem vertrat er Japan bei den Winter-Asienspielen 2011, bei denen er mit seiner Mannschaft die Silbermedaille hinter Kasachstan gewann, und 2017, als die Mannschaft aus dem Land der aufgehenden Sonne hinter Kasachstan und Südkorea Bronze holte. Zudem wurde er 2011 zum besten Torwart des Turniers ernannt. Auch bei den Qualifikationsturnieren für die Olympischen Winterspiele in Sotschi 2014, in Pyeongchang 2018 und in Peking 2022.

## Erfolge und Auszeichnungen
- 2002 Japanischer Meister mit dem Kokudo Ice Hockey Club
- 2004 Vizemeister der Asia League Ice Hockey mit dem Kokudo Ice Hockey Club
- 2010 Niederländischer Vizemeister mit den Destil Trappers Tilburg
- 2012 Beste Fangquote in der Asia League Ice Hockey
- 2013 Beste Fangquote in der Asia League Ice Hockey

### International
- 2002 Aufstieg in die Division I bei der U20-Junioren-Weltmeisterschaft der Division II
- 2010 Bester Torhüter der Weltmeisterschaft der Division I, Gruppe A
- 2011 Silbermedaille bei den Winter-Asienspielen
- 2011 Bester Torhüter der Winter-Asienspiele
- 2014 Bester Torhüter der Weltmeisterschaft der Division I, Gruppe A
- 2017 Bronzemedaille bei den Winter-Asienspielen
- 2017 Bester Torhüter der Weltmeisterschaft der Division I, Gruppe B
- 2023 Aufstieg in die Division I, Gruppe A, bei der Weltmeisterschaft der Division I, Gruppe B